# برادوک: عملیات جنگی ۳
برادوک: عملیات جنگی ۳ (به انگلیسی: Braddock: Missing in Action III a) یک فیلم اکشن و ماجراجویانه آمریکایی محصول سال ۱۹۸۸ که دنباله‌ای برای فیلم عملیات جنگی (فیلم ۱۹۸۴) می‌باشد، زیرا فیلم دوم، عملیات جنگی ۲: سر آغاز، یک مقدمه‌ای بود برای قسمت اول. این سومین و آخرین قسمت در مجموعه فیلم‌های عملیات جنگی است. این فیلم توسط برادر چاک نوریس، آرون نوریس کارگردانی شده‌است.

## بازیگران
- چاک نوریس در نقش سرهنگ جیمز برادوک
- آکی الئونگ در نقش ژنرال
- کیث دیوید در نقش کاپیتان گیت سفارت

چاک نوریس در مصاحبه ای گفته: «این احتمالاً بهترین فیلمی است که من تاکنون بازی کردم.»

## پذیرش انتقادی
این فیلم مورد استقبال منتقدین قرار نگرفت.